# Wide boy
Pour les articles homonymes, voir Wide Boy (homonymie).
Wide boy (Garçon éveillé) est un terme britannique pour un homme qui vit par son intelligence, en faisant du commerce. Selon l'Oxford English Dictionary, il est synonyme de spiv. Le mot "wide" utilisé dans ce sens signifie "éveillé" ou "vif d'esprit". Le terme a été utilisé dans une autobiographie de 1936  pour décrire la culture criminelle pendant la première guerre mondiale. Les journaux de la fin des années 1940 et des années 1950 utilisent souvent les deux termes dans le même article sur la même personne lorsqu'il s'agit de vendeurs de billets (ticket touts), de fraudeurs et de commerçants du marché noir.  Il est devenu plus généralement utilisé pour décrire un trafiquant malhonnête ou un petit criminel qui travaille par ruse plutôt que par la force.
Le film de 1933, "Vendredi 13", l'a utilisé précocement. On y entend le personnage de Max Miller, un marchand de Cockney bruyant et intelligent, qui dit: "I'm the widest boy ever put on a pair of shoes!"
Le terme a attiré l'attention du public en 1937 avec la publication de Wide Boys Never Work de Robert Westerby, un roman sur les joueurs et les débrouillards.  Pendant la Seconde Guerre mondiale de tels individus ont été impliqués dans le marché noir, mais le terme a seulement commencé à apparaître dans les journaux à partir de 1947,.

## Représentations fictionnelles
Des personnages de magouilleur (wheeler-dealer) comme Del Boy de Only Fools and Horses, Frank Butcher de EastEnders, Private Walker de Dad's Army, Arthur Daley de Minder, Mike de The Young Ones, Harry Robinson de The Ladykillers et Flash Harry des films de St Trinian, tous illustrent divers "types" de wide boys.
Le personnage Guido Moretti dans le roman de fiction surnaturel de 2010, Johannes Cabal, le Détective (Johannes Cabal the Detective) est exemplaire d'un con-artiste wide boy.